# Ortrud Mann
Ingrid Ortrud Mann, född Åkerberg 31 maj 1917 i Arlöv, Malmöhus län, död 30 december 2006 i Malmö, Skåne län, var en svensk dirigent. 
Efter studier vid Musikaliska akademien i Stockholm avlade hon högre organistexamen 1939, musiklärarexamen 1943 och kantorsexamen 1948. Under sin musiklärarutbildning väcktes hennes intresse att dirigera och trots hårt motstånd från manliga kollegor kom hon 1944 att bli Sveriges första kvinnliga dirigent då hon anställdes att dirigera Hippodromteaterns orkester i Malmö. Hennes lärare i dirigering var Tor Mann som hon gifte sig med 1950. Hon flyttade då till Stockholm där hon kom att arbeta som dirigent vid Oscarsteatern. Hon gjorde även TV-konserter och turnerade i Sverige och i Norden.
Efter makens död 1974 flyttade hon tillbaka till Malmö och efter pensioneringen fortsatte hon att turnera och ta tillfälliga anställningar som dirigent och som kantor. Ortrud Mann är begravd på Burlövs gamla kyrkogård.